# War (együttes)
A War amerikai funkegyüttes. Eredetileg Eric Burdon and War volt a nevük. Tagjai: Leroy Jordan, Howard E. Scott, Lee Oskar, Thomas Allen, B.B. Dickinson, Harold Ray Brown és Charles Miller.
1969-ben alakultak meg a kaliforniai Long Beach-en. A funkon kívül jelen vannak még a soul, latin zene és jazz-rock műfajokban is. Az együttes kulcsfigurája a dán szájharmonikás Lee Oskar volt, aki 24 évig volt a zenekar tagja.

## Diszkográfia
- Eric Burdon Declares "War" (1970)
- The Black-Man's Burdon (1970)
- War (1971)
- All Day Music (1971)
- The World is a Ghetto (1972)
- Deliver the Word (1973)
- Why Can't We Be Friends? (1975)
- Love is All Around (1976)
- Platinum Jazz (1976)
- Galaxy (1977)
- Youngblood (Original Motion Picture Soundtrack) (1978)
- The Music Band (1979)
- The Music Band 2 (1979)
- Outlaw (1982)
- The Music Band – Jazz (1983)
- Life (is So Strange) (1983)
- Where There's Smoke (1985)
- Peace Sign (1994)
- Evolutionary (2014)